# Condado de Benson
El condado de Benson (en inglés: Benson County, North Dakota), fundado en 1883,  es uno de los 53 condados del estado estadounidense de Dakota del Norte. En el censo de los Estados Unidos de 2020 tenía una población de 5964 habitantes con una densidad poblacional de 4.8 personas/milla² (1.9/km²). La sede del condado es Minnewaukan.

## Geografía
Según la Oficina del Censo, el condado tiene un área total de 3721 km² (1436,7 mi²), de la cual 3577 km² (1381,1 mi²) es tierra y 153 km² (59,1 mi²) es agua.

### Condados adyacentes
- Condado de Towner (norte)
- Condado de Ramsey (noreste)
- Condado de Nelson (este)
- Condado de Eddy (sureste)
- Condado de Wells (suroeste)
- Condado de Pierce (oeste)

### Áreas protegidas nacionales
- Lago Pleasant Refugio Nacional de Vida Silvestre
- Silver Lake National Wildlife Refuge (parte)
- Game Hill Sullys Reserva Nacional
- Lago de madera Refugio Nacional de Vida Silvestre

## Demografía
En el 2000 la renta per cápita promedia del condado era de $26 688, y el ingreso promedio para una familia era de $31 558. El ingreso per cápita para el condado era de $11, 509. En 2000 los hombres tenían un ingreso per cápita de $23 056 versus $17 862 para las mujeres. Alrededor del 29.10% de la población estaba bajo el umbral de pobreza nacional.
| 1890 | 1900 | 1910   | 1920   | 1930   | 1940   | 1950   | 1960 | 1970 | 1980 | 1990 | 2000 | Est. 2009 |
| ---- | ---- | ------ | ------ | ------ | ------ | ------ | ---- | ---- | ---- | ---- | ---- | --------- |
| 2460 | 8320 | 12 681 | 13 095 | 13 327 | 12 629 | 10 675 | 9435 | 8245 | 7944 | 7198 | 6964 | 6910      |

## Mayores autopistas
- U.S. Highway 2
- U.S. Highway 281
- Carretera de Dakota del Norte 19
- Carretera de Dakota del Norte 20
- Carretera de Dakota del Norte 57

## Lugares

### Ciudades
- Brinsmade
- Esmond
- Knox
- Leeds
- Maddock
- Minnewaukan
- Oberon
- Warwick
- York

Nota: todas las comunidades incorporadas en Dakota del Norte se les llama "ciudades" independientemente de su tamaño

### Municipios
| - Municipio de Albert - Municipio de Arne - Municipio de Aurora - Municipio de Beaver - Municipio de Broe - Municipio de Butte Valley - Municipio de East Fork - Municipio de Eldon - Municipio de Esmond - Municipio de Hesper - Municipio de Impark - Municipio de Iowa - Municipio de Irvine | - Municipio de Isabel - Municipio de Knox - Municipio de Lake Ibsen - Municipio de Lallie - Municipio de Leeds - Municipio de Lohnes - Municipio de McClellan - Municipio de Minco - Municipio de Mission - Municipio de Normania - Municipio de North Viking - Municipio de Oberon - Municipio de Pleasant Lake | - Municipio de Rich Valley - Municipio de Riggin - Municipio de Rock - Municipio de South Viking - Municipio de Twin Lake - Municipio de Twin Tree - Municipio de Warwick - Municipio de West Antelope - Municipio de West Bay - Municipio de Wood Lake - Municipio de York |

### Territorios no organizados
- Fort Totten
- Lallie North